# Jan Oort
Jan Hendrik Oort (Franeker, 28 de abril de 1900 — Leiden, 5 de novembro de 1992) foi um astrônomo e astrofísico dos Países Baixos.
Contribuiu para o conhecimento da estrutura e rotação da Via Láctea. Realizou trabalhos fundamentais sobre os cometas, que resultaram no surgimento da teoria, atualmente aceita amplamente, de que o sol está circundado por uma nuvem distante de material cometário, cujo nome lhe foi dado em sua homenagem, sendo conhecida como Nuvem de Oort. Pedaços deste material são atraídos ocasionalmente para dentro do sistema solar, originando os cometas.

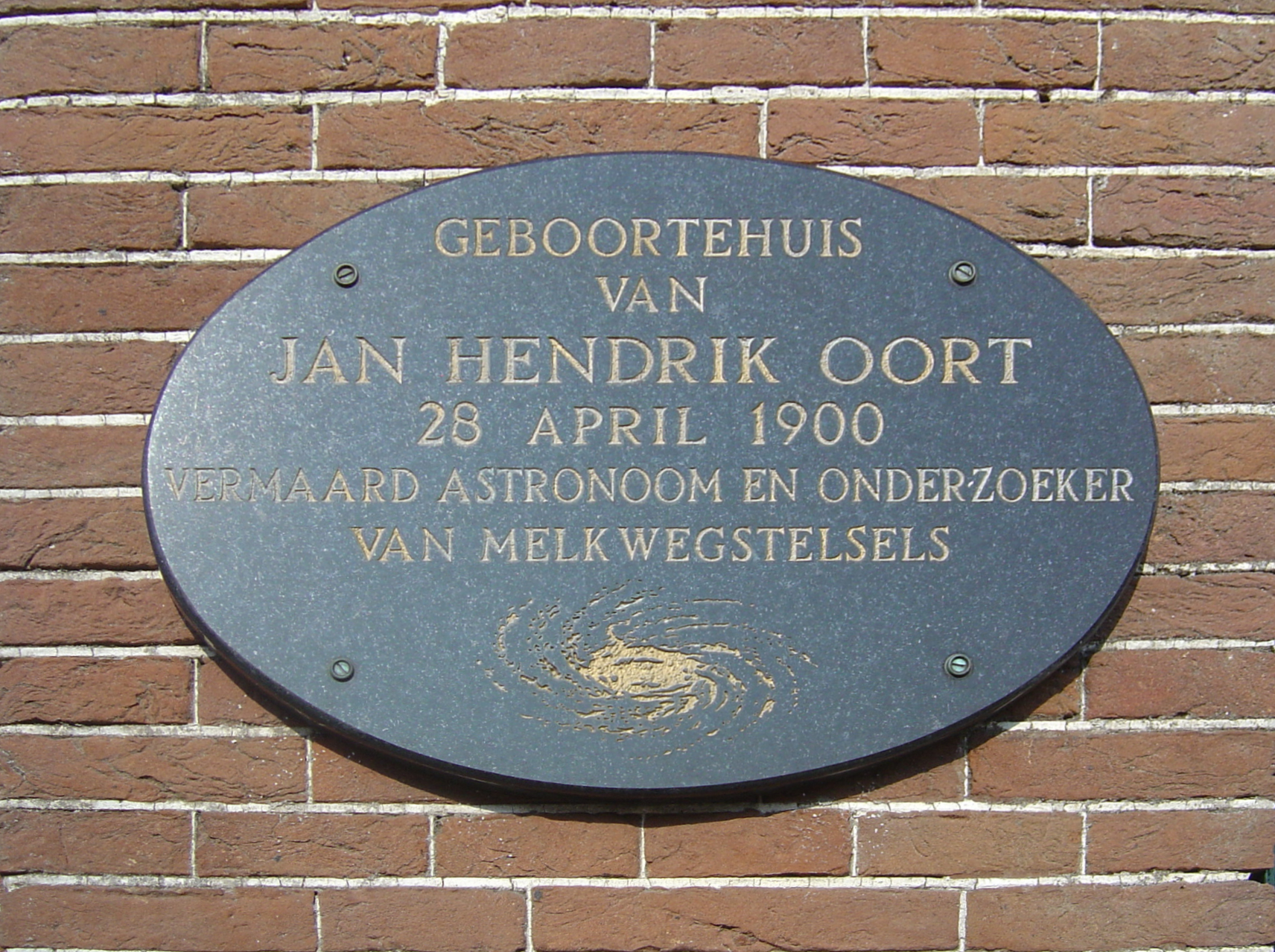
Placa comemorativa na casa de nascimento de Jan Hendrik Oort em Franeker

## Descobertas de Oort
- Oort calculou que o centro da Via Láctea encontra-se a 30.000 anos-luz da Terra, na direção de Sagittarius.
- Provou que a Via Láctea tem uma massa de 100 bilhões de sóis.
- Em 1950 sugeriu a existência de uma região do Sistema Solar de onde provinham os cometas: Nuvem de Oort. Esta ideia era original de Ernst Öpik, que a postulou em 1932.
- Descobriu que a luz da nebulosa do Caranguejo (M1) estava polarizada.

Participou da 11ª Conferência de Solvay.

## Reconhecimento

### Prémios
- Medalha Bruce (1942)[2]
- Medalha de Ouro da Royal Astronomical Society (1946)[3]
- Medalha Janssen (1946)
- Prêmio Jules Janssen (1947)[4]
- Henry Norris Russell Lectureship (1951)
- Prêmio Vetlesen (1966)[5]
- Medalha Karl Schwarzschild (1972)
- Prêmio Balzan (1984)
- Prêmio Kyoto (1987)[6]

### Nomes em sua honra
- Asteróide 1691 Oort
- Nuvem de Oort
- Constantes de Oort da estrutura galáctica